# 제3세대 (1979년 영화)
제3세대(Die Dritte Generation, The Third Generation)는 서독에서 제작된 라이너 베르너 파스빈더 감독의 1979년 코미디, 범죄 영화이다. 해리 베어 등이 주연으로 출연하였고 라이너 베르너 파스빈더 등이 제작에 참여하였다.

## 출연

### 주연
- 해리 베어
- 하크 봄

### 조연
- 마르기트 카르스텐센
- 에디 콘스탄틴
- 라울 지멘네즈
- 클라우스 홈
- 군터 카우프만
- 우도 키에르
- 뷜 오지에
- 릴로 펨페이트
- 한나 쉬굴라
- 볼커 스펜글러
- 비터스 제플리칼

## 제작진
- 미술: 라울 지멘네즈